# الربک
الربک (به آلمانی: Ellerbek) یک شهر در آلمان است که در Pinneberg واقع شده‌است. الربک ۴٬۲۷۴ نفر جمعیت دارد.